# اتاق‌سرا (آمل)
اتاق سرا، روستایی است از توابع بخش گتاب شهرستان بابلدر استان مازندران ایران.

## جمعیت
این روستا در دهستان لاریجان سفلی قرار داشته و براساس آخرین سرشماری مرکز آمار ایران که در سال ۱۳۸۵ صورت گرفته، جمعیت آن زیر سه خانوار بوده‌است.